# ابر تاریک
ابر تاریک یا ابر سیاه (انگلیسی: Dark Cloud) یک بازی ویدئویی در سبک بازی نقش‌آفرینی اکشن است که توسط سونی اینتراکتیو انترتینمنت و در سال ۲۰۰۰ و در پلت‌فرم پلی‌استیشن ۲ منتشر شده‌است.